# Bernieulles
Bernieulles är en kommun i departementet Pas-de-Calais i regionen Hauts-de-France i norra Frankrike. Kommunen ligger i kantonen Étaples som tillhör arrondissementet Montreuil. År 2022 hade Bernieulles 165 invånare.

## Befolkningsutveckling
Antalet invånare i kommunen Bernieulles
| Referens: INSEE |